# 화이트 스트라이프스
화이트 스트라이프스(The White Stripes)는 1997년 미시간주 디트로이트에서 결성된 미국의 2인조 록 밴드이다. 구성원은 한때 부부였던 잭 화이트와 메그 화이트이다. 디트로이트에서 몇 장의 싱글과 3장의 정규 음반을 발매 한 후, 화이트 스트라이프는 2002년 개러지 록 리바이벌의 선두주자로 떠올랐다.
《White Blood Cells》, 《Elephant》의 발매 이후로 많은 대중적 인기를 얻게 되었고, 《Elephant》, 《Get Behind Me Satan》, 《Icky Thump》는 그래미상 "최고의 얼터너티브 음반" 부문에서 수상하였다.

## 구성원
- 잭 화이트(Jack White) - 기타, 피아노, 리드 보컬, 송라이터
- 맥 화이트(Meg White) - 드럼, 보컬

한국에서 잭과 맥이 남매관계라고 일부 잘못 알려졌으나 그둘은 한때 부부였고 특이하게도 결혼 할 당시 남편의 성을 따르는 서구의 문화와 달리 잭이 맥의 성을 따랐다.
두 멤버는 1996년에 결혼하였고 2000년에 이혼하였다.

## 해체 선언
Icky Thump 앨범 발매후 밴드 활동은 지속적으로 유지 되었으나 잭 화이트의 The Dead Weather와 The Raconteurs 활동과 본인의 첫 스튜디오 앨범 작업과 맞물려 드럼과 기타 미니멀리즘적 셋업 구성으로 전 세계의 음악흐름에 큰 반향을 일으켰던 미시건 출신 2인조 밴드는 특별하고 아름다운 순간을 간직하고싶다 라는 성명과 함께 2011년 공식 해체를 선언한다.

## 해체 이후
해체 이후 잭 화이트는 2012년 4월 23일 자신의 첫 스튜디오 솔로 앨범인 Blunderbuss 발매해 빌보드 차트 1위와 영국 음반 순위 1위에 오르는 상업적 성공과 평이 박하고 엄격한 영국 일간지 가디언지 앨범 리뷰에서 별 5개와 미국의 주요 신문사와 해외 유명 음악 비평가들에서 호평을 이끌어 내는 등 작품으로도 상당한 성공을 거두었다.

## 음반 목록

### 정규 음반
- 《The White Stripes》(1999년)
- 《De Stijl》(2000년)
- 《White Blood Cells》(2001년)
- 《Elephant》(2003년)
- 《Get Behind Me Satan》(2005년)
- 《Icky Thump》(2007년)

### EP
- 《Walking with a Ghost》(2005년)

## 수상 경력
2002 
- MTV 비디오 뮤직 어워드 : Best Special Effects for "Fell in Love with a Girl"
- MTV 비디오 뮤직 어워드 : Best Editing for "Fell in Love with a Girl"
- MTV 비디오 뮤직 어워드 : Breakthrough Video for "Fell in Love with a Girl"

2003
- MTV 비디오 뮤직 어워드 : Best Editing for "Seven Nation Army"

2004
- Brit Awards : Best International Group
- Brit Awards : Best Single for "Seven Nation Army"
- Grammy Awards : Best Alternative Music Album for Elephant
- Grammy Awards : Best Rock Song for "Seven Nation Army"

2006
- Grammy Awards : Best Alternative Music Album for Get Behind Me Satan

2008
- Grammy Awards : Best Alternative Music Album for Icky Thump
- Grammy Awards : Best Rock Performance By A Duo Or Group With Vocals for "Icky Thump"